# Oswaldo Domingues
Oswaldo Domingues, född 14 februari 1917, död 4 januari 2009, var en friidrottare från Brasilien. Han deltog vid olympiska sommarspelen 1936.